# 雅斤 (阿拉巴馬州)
雅斤（英語：Jachin）是一個位於美國阿拉巴馬州喬克托縣的非建制地區。該地的面積和人口皆未知。

## 地理
雅斤的座標為32°13′48″N 88°10′06″W / 32.22999°N 88.16833°W，而該地最高點為海拔高度33米（即108英尺）。